# Sayuri
Sayuri (さユり)(7 tháng 6 năm 1996 - 20 tháng 9 năm 2024) là một ca sĩ và nhạc sĩ của hãng Yamaha Music.

## Tiểu sử
Sayuri đã bắt đầu sáng tác nhạc từ khi còn học sơ trung năm thứ hai (tương đương lớp Tám ở Việt Nam). Vào năm 2012, khi mới 15 tuổi, cô được trao giải Grand Prix tại vòng chung cuộc của cuộc thi Music Revolution được tài trợ bởi Yamaha Music. Sau đó, Sayuri bỏ học cao trung (tương đương với Trung học Phổ thông) và bắt đầu sự nghiệp âm nhạc của mình với tư cách là một ca sĩ solo. Cô lấy nghệ danh là Sanketsu Shoujo Sayuri Sanketsu Shōjo Sayuri (酸欠少女さユり Sanketsu Shōjo Sayuri,  tạm dịch là "Thiếu nữ thiếu oxy Sayuri").
Sayuri lần đầu tiên biểu diễn solo live vào tháng 3 năm 2015 ở Tsutaya O-nest, Tokyo. Cũng trong năm đó, cô bước chân vào ngành công nghiệp âm nhạc chuyên nghiệp qua ca khúc "Mikazuki", nhạc kết của anime "Ranpo Kitan: Game of Laplace". Tiếp theo đó, cô bắt đầu ra đĩa đơn đầu tiên cũng mang tên "Mikazuki". Từ đó đến nay, Sayuri luôn hoạt động rất tích cực: cô cho ra mắt thêm 04 đĩa đơn, hát nhạc cho 02 bộ anime và tổ chức rất nhiều các buổi trình diễn từ chuyên nghiệp đến đường phố.
Kể từ đĩa đơn thứ tư "Furaregai Girl", Sayuri bắt đầu hợp tác với Yojiro Noda (thành viên của nhóm RADWIMPS). Anh giúp đỡ cô với tư cách là nhà sản xuất âm nhạc.
Sayuri lần đầu lưu diễn ở nước ngoài trong chương trình Megaport Festival ở Đài Loan, diễn ra vào ngày 25 và 26/03/2017. Đài Loan cũng là nơi mà cô có lượng fan ngoại quốc đông đảo nhất.
Ngày 27 tháng 9 năm 2024, chồng của Sayuri – Ama Arashi đã thông báo trên tài khoản cá nhân của nữ ca sĩ rằng cô đã qua đời vào ngày 20 tháng 9 năm 2024.

## Tác phẩm

### Đĩa đơn
| Năm  | Tựa đề                                                                               | Vị trí cao nhất trên bảng xếp hạng     | Vị trí cao nhất trên bảng xếp hạng | Ngày phát hành |
| Năm  | Tựa đề                                                                               | Bảng xếp hạng đĩa đơn theo tuần Oricon | Billboard Nhật Bản                 | Ngày phát hành |
| ---- | ------------------------------------------------------------------------------------ | -------------------------------------- | ---------------------------------- | -------------- |
| 2015 | Mikazuki (ミカヅキ Trăng khuyết)                                                     | 20                                     | 35                                 | 25/08/2015     |
| 2016 | Sore wa Chiisa na Hikari no You na (それは小さな光のような Như một tia sáng nhỏ)     | 17                                     | 15                                 | 23/02/2016     |
| 2016 | Ru-Rararu-Ra-Rurararu-Ra- (るーららるーらーるららるーらー Ru-Rararu-Ra-Rurararu-Ra-) | —                                      | —                                  | 23/06/2016     |
| 2016 | Furaregai Girl (フラレガイガール Furaregai Girl)                                     | 17                                     | 22                                 | 07/12/2016     |
| 2017 | Heikōsen (平行線 Đường song song)                                                    | 10                                     | 10                                 | 01/03/2016     |

### Album
| Năm  | Tựa đề                                                          | Ngày phát hành |
| ---- | --------------------------------------------------------------- | -------------- |
| 2017 | Mikazuki no Koukai (ミカヅキの航海 Hành trình của Trăng khuyết) | 17/05/2017     |

## Giải thưởng và đề cử
| Năm  | Sự kiện                                 | Giải thưởng                                                           | Tác phẩm được đề cử              | Kết quả   |
| ---- | --------------------------------------- | --------------------------------------------------------------------- | -------------------------------- | --------- |
| 2012 | Yamaha Music Music Revolution lần thứ 5 | Grand Prix                                                            | "るーららるーらーるららるーらー" | Đoạt giải |
| 2012 | Yamaha Music Music Revolution lần thứ 5 | Giải thưởng của Bộ Giáo dục, Văn hóa, Thể thao, Khoa học và Công nghệ | "るーららるーらーるららるーらー" | Đoạt giải |
| 2018 | Space Shower Music Awards               | Nghệ sĩ đột phá xuất sắc nhất                                         | Sayuri                           | Đề cử     |